# Laven
Pour les articles homonymes, voir jru.
```
     
Pour le réalisateur, voir 
Arnold Laven
```

Le laven (ou loven ou boloven), encore appelé jru' (ou jruq),  est une langue môn-khmer parlée par environ 40 000 Jru' dans les provinces de Champassak, Attopeu et Sekong, dans le Sud du Laos.

## Classification interne
Le jru' est classé parmi les langues bahnariques, dans le sous-groupe occidental de cette branche des langues môn-khmer.

## Phonologie
Les tableaux présentent les phonèmes vocaliques et consonantiques du jru' du plateau de Boloven, parlé dans le district de Paksong, dans la province de Champassak.

### Voyelles
|         | Antérieure  | Centrale                | Postérieure |
| ------- | ----------- | ----------------------- | ----------- |
| Fermée  | i [i] ǐ [ǐ] | ɨ ɨ̌ [ɨ̌]                 | u [u] ǔ [ǔ] |
| Moyenne | e [e] ě [ě] | ə [ə] ə̌ [ə̌]             | o [o] ǒ [ǒ] |
| Ouverte | ɛ [ɛ] ɛ̌ [ɛ̌] | ʌ [ʌ] ʌ̌ [ʌ̌] a [a] ǎ [ǎ] | ɔ [ɔ] ɔ̌ [ɔ̌] |

Les voyelles sont soit longues, notées [a], soit extra-courtes, notées [ǎ]. À cet inventaire, il faut rajouter trois diphtongues: [ia], [iə], [ua].  

### Consonnes
|               |               | Bilabiales | Alvéolaires | Alvéolaires | Alvéolaires | Vélaires | Glottales |
| ------------- | ------------- | ---------- | ----------- | ----------- | ----------- | -------- | --------- |
| Centrales     | Latérales     | Bilabiales | Palatales   |             |             | Vélaires | Glottales |
| Occlusives    | Sourdes       | p [p]      | t [t]       |             |             | k [k]    | ʔ [ʔ]     |
| Occlusives    | Sourdes asp.  | ph [pʰ]    | th [tʰ]     |             |             | kh [kʰ]  |           |
| Occlusives    | Sonores       | b [b]      | d [d]       |             |             | g [g]    |           |
| Affriquées    | Sourdes       |            |             |             | c [c]       |          |           |
| Affriquées    | Sonores       |            |             |             | ɟ [ɟ]       |          |           |
| Fricatives    | Fricatives    |            | s [s]       |             |             |          | h [h]     |
| Nasales       | Nasales       | m [m]      | n [n]       |             | ɲ [ɲ]       | ŋ [ŋ]    |           |
| Liquides      | Liquides      |            | r [r]       | l [l]       |             |          |           |
| Semi-voyelles | Semi-voyelles | w [w]      |             |             | j [j]       |          |           |

## Sources
- (en) Pascale Jacq, « The development of a Lao-based orthography for Jru' », Mon-Khmer Studies, vol. 34,‎ 2004, p. 97-112 (lire en ligne)